# Эр-Рахба
Эр-Рахба (араб. قلعة الرحبة‎ — al-Raḥba), также известная как Килат эр-Рахба (дословно — «Цитадель эр-Рахба») — средневековый арабский город-крепость на западном берегу реки Евфрат близ города Меядин, современная Сирия.

## Местоположение и этимология
На протяжении всей истории ислама эр-Рахба считалась, по словам географа и путешественника Ибн Баттуты (концом Ирака и началом аш-Шама). Крепость расположена примерно в 4 километрах к юго-западу от реки Евфрат, в 1 километре к юго-западу от современного сирийского города Меядин и в 42 километрах к юго-востоку от Дайр-эз-Заур, столицы одноимённой мухафазы, частью которой является крепость. По словам географа XIII века Якута аль-Хамави, название этого места, переводится с арабского как «плоская часть вади, где собирается вода». Изначально эр-Рахба находилась на западном берегу Евфрата. Нынешняя крепость расположена на искусственном холме, отделённом от плато Сирийской пустыни к западу от неё. Его высота составляет 244 метра над уровнем моря.

## История

### Конструкция Малика ибн Тавка

#### Основание
По словам французского историка Тьерри Бьянки, об истории этого места до начала мусульманской эры мало что известно. Средневековые талмудические и сирийские православные писатели (такие как Михаил Сириец и Бар-Эбрей) отождествляли его с библейским городом Рехобот хан-Нахар («Рехобот у реки Евфрат»). Некоторые средневековые мусульманские историки, в том числе ат-Табари, писали, что это место называлось «Фурда» или «Фурдат Ну’м» в честь монастыря «Дайр Ну’м», предположительно существовавшего поблизости от него. Но при этом персидский историк 9-го века аль-Балазури утверждал, что «нет никаких следов того, что эр-Рахба — древний город». По его утверждения, крепость была основана аббасидским военачальником Маликом ибн Тавком во время правления халифа аль-Мамуна (813—833 годы). Из-за этого город-крепость часто упоминается мусульманскими историками как «Рахбат Малик ибн Тавк». По словам сирийского историка Сухейла Заккара, эр-Рахба имела важное стратегическое значение, поскольку была «ключом к Сирии, а иногда и к Ираку», а также первой остановкой для караванов, направлявшихся из Месопотамии в Сирию. Отсюда путешественники, караваны и армии могли отправиться на северо-запад по течению Евфрата в Алеппо или пересечь пустыню и оказаться в Дамаске. Из-за стратегической ценности крепости, за неё часто боролись конкурирующие мусульманские державы, в частности, бедуинские племена использовали эр-Рахбу в качестве отправной точки для вторжений в северную Сирию, а также в качестве убежища и рынка. Малик ибн Тавк был первым управляющим крепости, а после его смерти в 873 году ему наследовал его сын Ахмад. Последний был изгнан после захвата эр-Рахбы в 883 году аббасидским наместником Анбара Мухаммадом ибн Абу ас-Саджем. К X веку она стала достаточно крупным и густонаселённым городом.
В 903 году карматский военачальник аль-Хусейн ибн Зикравейх был заключён в тюрьму в эр-Рахбе, а затем передан под стражу халифу аль-Мустакфи Биллах в эр-Ракке. В то время крепость была центром провинции Евфрат и штаб-квартирой её наместника Ибн Симы. Аль-Хусейн был казнён, что побудило его сторонников из племени Бану Уллайс в начале 904 года подчиниться Ибн Симе в эр-Рахбе. Но вскоре после этого они обратились против наместника, силы которого в августе разбили их в атаке из засады в окрестностях крепости. Нанеся несколько поражений, Ибн Сима заставил капитулировать ряд других карматских лидеров, в том числе некоторых даи. Но в марте 928 года карматы под командованием Абу Тахира аль-Джаннаби всё же захватили эр-Рахбу и вырезали многих её жителей. Ещё несколько лет население крепости переживало лишения из-за междоусобиц в окрестностях. Мир был установлен лишь в 942 году с прибытием аббасидского полководца по имени Адл, которого послал Баджкам, влиятельный деятель халифата. Впоследствии Адл стал наместником регионов долины Евфрата и Хабура.

#### Хамданидский период
Через несколько лет после этого события город-крепость перешёл под власть правителя из династии Хамданидов, вместе со значительной частью своей провинции став часть эмирата со столицей в Мосуле. В то время, по описанию географа аль-Истахри, город был больше древнего Циркезия на противоположной стороне Евфрата. Оказавшись под властью эмирата, повелитель эр-Рахбы Джаман восстал против хамданидского эмира Мосула Насира ад-Даулы (929—968/69). Джаман бежал из города и утонул в Евфрате, но не раньше, чем крепость была сильно повреждена при подавлении восстания. Насир ад-Даула предоставил своему любимому сыну Абул-Муззафару Хамдану контроль над эр-Рахбой, прилегающим к ней районом Дияр Мудар, дав возможность собирать налоги в свою пользу.
После низложения Насира в 969 году его сыновья оспорили первоначально оговорённую процедуру наследования эр-Рахбы. В конечном итоге она была захвачена в ходе внезапного нападения и перешла под контроль Абу Таглиба Газанфара. Абу Таглиб восстановил стены крепости, а затем вернул её Хамдану чтобы предотвратить возможность буидского союза с ним. В 978 году буидский эмир Адуд ад-Даула (949—983) захватил эр-Рахбу, и Хамданиды окончательно потеряли контроль над ней. В 991 году жители крепости попросили назначить отдельного наместника, что осуществил сын Адуд ад-Даулы, эмир Баха ад-Даула (988—1012). Иерусалимский географ аль-Мукаддаси в конце X века описал город как центр района Евфрат, расположенный на краю пустыни, имеющий полукруглую планировку и защищённый сильными крепостными стенами. Он отметил, что окрестности города хорошо орошались и были заполнены финиковыми пальмами и айвовыми рощами.

#### Укайлидский и мирдасидский период
В начале XI века контроль над эр-Рахбой оспаривали между собой Укайлиды, которые правили эмиратом со столицей в Мосуле, и Фатимиды, чья столица располагалась в Каире, Египет. Перед этим конфликтом фатимидский халиф аль-Хаким назначилнаместником эр-Рахбы Абу Али ибн Тимала из племени аль-Хафаджа. Он погиб в 1008/09 в ходе битвы с Укайлидами под предводительством Исы ибн Халата. Последний, подчинив таким образом эр-Рахбу, уступил её другому эмиру, Бадрану ибн Мукаллиду. Но его триумф был недолгим, так как фатимидский эмир Дамаска Лулу вскоре захватил эр-Рахбу вместе с эр-Раккой, укрепленным городом на северо-западе от неё. После этого он назначил в регионе своего наместника, который провозгласил эр-Рахбу своей столицей, а сам вернулся в Дамаск.
Вскоре после отъезда полководца богатый житель эр-Рахбы Ибн Махкан восстал против Фатимидов и взял город-крепость под свой контроль. Несмотря на то, что Ибн Махкан смог свергнуть фатимидского наместника, у него было слишком мало сил, чтобы самостоятельно удержать крепость без внешней поддержки, так как эр-Рахба находилась на перекрёстке нескольких региональных держав, которые жаждали её заполучить. Для того, чтобы иметь больше шансов он заручился поддержкой мирдасидского эмира из племени Бану Килаб, Салиха ибн Мирдаса. Но вскоре между Ибн Махканом и Салихом возник конфликт, после чего последний осадил крепость. Однако конфликт длился недолго, и вскоре Ибн Махкан и его люди при поддержке Салиха захватили укрепленный город Ана в Анбаре. Но когда Ибн Махкан искал поддержки Салиха в подавлении восстания в Ане, последний воспользовался возможностью убить правителя эр-Рахбы чтобы править городом единолично.
После устранения Ибн Махкана Салих стал полноправным правителем эр-Рахбы и поклялся в верности Фатимидскому халифату. Эта крепость была первой крупной территорией, которую удерживал Салих, и «пробным камнем» для эмирата, который он основал на территории Алеппо и большей части северной Сирии. Преемником Салиха на посту эмира стал его сын Тимал. Эр-Рахба же стала центром его власти, так как здесь располагались «штаб-квартиры всех его визирей и более мелких чиновников». Позже Фатимиды вынудили Тимала передать крепость своему союзнику Арслану аль-Басасири, тюркскому полководцу, восставшему против своих хозяев-сельджукидов и халифата Аббасидов. Передача эр-Рахбы стала первым шагом в потере Тималом контроля над землями эмирата Мирдасидов. Вместе с потерей эр-Ракки это вызвало разногласия среди представителей племени Бану Килаб, когда брат Тимала Атийя решил восстановить владения семьи. Аль-Басасири поднял восстание, но в конечном итоге потерпел поражение и в 1059 году был убит, что побудило Атийю в апреле следующего года захватить эр-Рахбу. Позже, в августе 1061 года, Атийя успешно защитил эр-Рахбу от наступления Нумайридов.
Мирдасиды окончательно потеряли эр-Рахбу в 1067 году из-за вторжения эмира из Укайлидов, вассалов Сельджуков и союзника Аббасидов, Шарафа ад-Даулы. Атийя и часть его армии на тот момент находились в Хомсе, чем дали врагу возможность разгромить немногочисленных защитников крепости без особых затруднений. Тогда же на пятничной молитве произносили имя уже суннитского халифа из династии Аббасидов, что означало окончательную смену власти в регионе. В 1086 году сельджукский султан Мелик-шах I пожаловал эр-Рахбу и окружавшие её владения в Верхней Месопотамии, Харран, эр-Ракку, Суруч и Хабур, сыну Шарафа ад-Даулы Мухаммаду.

#### Сельджукский период
В какой-то момент Сельджуки или их арабские союзники потеряли эр-Рахбу, но в 1093 году сельджукский эмир Дамаска Тутуш I захватил его вместе с несколькими городами Верхней Месопотамии. После его смерти крепость вновь перешла к Укайлидам, но в 1096 году крепость захватил и разграбил атабек Мосула и эль-Хиллы Кербога. Он удерживал её до 1102 года, когда Каймаз, бывший мамлюк сельджукского султана Алп-Арслана, взял его под свой контроль. Сын Тутуша Дукак и его помощник Тугтегин осадили город, но не смогли его захватить. Каймаз умер в декабре 1102 года, и крепость перешла к одному из его мамлюков по имени Хасан, который уволил многих военачальников Каймаза и арестовал нескольких известных жителей эр-Рахбы из-за подозрений в подготовке переворота против него. Дукак возобновил осаду, но на этот раз горожане сами открыли ему двери, вынудив Хасана отступить в цитадель. Получив гарантии безопасного выхода из крепости, он сдался и покинул эр-Рахбу. Согласно летописцу XII века Ибн аль-Асиру, Дукак хорошо относился к жителям города, реорганизовал управление им и оставил здесь крупный гарнизон. Наместником же он назначил араба из Бану Шамс Мухаммада ибн Саббака.
Джавали, военачальник сельджукского султана Мухаммеда I, отвоевал крепость в 1107 году после месячной осады. Согласно Ибн аль-Асиру, жители ар-Рахбы сильно страдали во время осады, и в конце концов некоторые горожане сообщили Джавали о слабом месте в защите крепости в обмен на обещания безопасности. Когда Джавали вошёл в город и разграбил его, Ибн Саббак сдался и поклялся в верности Сельджукам.
В 1127 году сельджукский атабек Мосула Изз ад-Дин Масуд ибн аль-Бурсуки осадил и захватил эр-Рахбу в рамках попытки завоевания господства в Сирии, но вскоре заболел и скончался в крепости. Тогда же Имад ад-Дин Занги захватил Мосул, в то время как эр-Рахба осталась под контролем мамлюка аль-Бурсуки, аль-Джавали, который правил им как подчиненный нового эмирата. Сын Имад ад-Дина Кутб ад-Дин несколько лет спустя окончательно захватил эр-Рахбу. В 1149 году его брат Нур ад-Дин Махмуд стал правителем города по договору между Сельджуками и Зангидами.

### Конструкция Асад ад-Дина Ширкуха ибн Шади

#### Айюбидский период
В 1157 году в Сирии произошло землетрясение, которое полностью разрушило крепость. Четыре года спустя Нур ад-Дин передал территории эр-Рахбы и Хомса Ширкуху ибн Шади. От его имени этой территорией управлял некий Юсуф ибн Маллах. По словам историка XIV века из династии Айюбидов Абу-ль-Фида, Ширкух восстановил крепость на том же месте, где стояла старая. Неизвестно, было ли его утверждение неверным или новая крепость просто пришла в упадок. В любом случае следующая вариация эр-Рахбы, получившая название «эр-Рахба аль-Джадида», была перемещена и построена примерно в пяти километрах к западу от западного берега Евфрата, где находилось первоначальное место «Рахбат Малик ибн Тавк». Когда Ширкух умер, его территории вернулись к Нур ад-Дину, но его племянник и основатель султаната Айюбидов, Саладин к 1182 году завоевал владения Нур ад-Дина и предоставил Хомс и ар-Рахбу сыну Ширкуха, Мухаммаду, в качестве наследственного эмирата.
Согласно летописцу эпохи Айюбидов и бывшему жителю эр-Рахбы Ибн Назифу, её вновь восстановил внук Ширкуха аль-Муджахид (1186—1240) в 1207 году. Эр-Рахба была самой восточной крепостью и одним из центром эмирата Хомс; тремя другими были одноимённый город, Саламия и Пальмира. Аль-Муджахид лично руководил сносом руин эр-Рахбы и строительством новой крепости. Эр-Рахба оставалась в руках потомков Ширкуха ещё несколько лет после аннексии Сирии Мамлюкским султанатом в 1260 году.

#### Мамлюкский период
В 1264 году мамлюкский султан Бейбарс I (1260—1277) заменил айюбидского наместника эр-Рахбы одним из своих военачальников из Египта. Гарнизон крепости и её командир занимали высокое место в военной иерархии мамлюков. Вместе с эль-Бирой на севере она стала основным их оплотом в ходе защиты от монгольских походов в Сирию. Это была самая важная крепость мамлюков на берегу Евфрата, вытеснившая по уровню своего значения эр-Ракку, которая ранее традиционно была главным мусульманским центром в долине начиная с X века. Большое количество беженцев из областей, управляемых монголами, поселились здесь, как и многие люди из соседнего, неукрепленного города Мешхед эр-Рахба. Крепость являлась конечной остановкой мамлюкского барида (почтовый маршрут) и крупным административным центром.
В айюбидский и мамлюкский периоды недалеко от крепости жили арабские племена аль-Фадл. Около четырёхсот их представителей присоединились к небольшой армии аль-Мустансира, базирующегося в Египте халифа из династии Аббасидов, посланного Бейбарсом, чтобы отбить Багдад у монголов, когда они достигли эр-Рахбы. В конечном счёте его кампания провалилась, поскольку он был убит после нападения из засады. Силы Ильханата нанесли значительный урон поселению во время своих войн с мамлюками. К концу своего правления Бейбарс, впрочем, восстановил её. В 1279 году наместник сирийских мамлюков Сункур аль-Ашкар восстал против султана Калавуна (1279—1290) и укрылся у вождя аль-Фадл Исы ибн Муханны в эр-Рахбе, где запросил помощи у ильхана Абака-хана. Когда монголы не смогли ему помочь, Сункур бежал от приближающейся армии мамлюков, а Иса забаррикадировался в крепости. Неспособность монголов захватить эр-Рахбу даже после месячной осады, которой командовал правитель Ильханидов Олджейту в 1312/13 годах, ознаменовала последнюю попытку Хулагуидов подчинить себе мамлюкскую Сирию. Сын Исы Муханна восстал против султана ан-Насира Мухаммада I (1310—1341) в 1320 году, но потерпел поражение, и армия мамлюков преследовала его до эр-Рахбы. В ходе последовавшего противостояния крепость могла быть разрушена.

### Османский период
При османах, завоевавших Сирию и Ирак в начале XVI века, значение эр-Рахбы явно снизилось. В Средние века дорога между Пальмирой и этим городом была наиболее важным и удобным маршрутом через сирийскую пустыню, но её важность значительно упала во время османского владычества. С тех пор крепость использовалась в основном как убежище для пастухов и их стад. В 1588 году её посетил венецианский путешественник Гаспаро Балби, который писал о полуразрушенной крепости и людях, что жили под ней. Француз Жан-Батист Тавернье в своих записях упомянул Мешхед Рахбу, расположенную в 9,7 км к юго-западу от крепости, во время своего путешествия туда примерно в 1632 году. В 1797 году другой французский путешественник Гийом Антуан Оливье упомянул это место как полностью разрушенную и запустевшую крепость.

## Раскопки
Крепость эр-Рахба сильно пострадала из-за эрозии. Раскопки здесь проводились под эгидой Сирийского Главного управления древностей и музеев, Французского института арабистики в Дамаске и университета Лион-2 с 1976 по 1981 год. В последующие годы исследования этого места, а также исследование долин Евфрата и Хабура проводились с привлечением междисциплинарных групп сирийских, американских и египетских археологов. Один из участников исследований, французский геодезист Жан-Луи Палле достаточно подробно описал фасады и набросал планы крепости в своей диссертации 1983 года «Le château de Rahba, étude d’architecture militaire islamique médiévale».
Раскопки у подножия крепости между 1976 и 1978 годами выявили средневековое поселение внутри четырёхугольного ограждения, некоторые из стен которого имели длину до 30 метров и высоту 4 метра и среднюю толщину в один метр. Среди раскопанных построек были вероятные останки караван-сарая, джума-мечеть с небольшой молельней и кавалерийские казармы. Была найдена система каналов, по которым в крепость поступала пресная вода и сбрасывались сточные воды. Среди артефактов, найденных в крепости и бывшем поселении под ней, были черепки глиняной посуды, монеты (в основном мамлюкские и несколько айюбидских) и многочисленные следы оперения, бывшего частью монгольских стрел. Во время продолжающейся гражданской войны в Сирии эр-Рахбу неоднократно грабили и расхищали склады древних реликвий. От грабежей сильно пострадали складские помещения и дворы крепости, а также средневековое поселение у её подножия.

## Архитектура
Польский историк Януш Былинский описал эр-Рахбу как «крепость внутри крепости». Её ядро состоит из четырёхэтажной пятиугольной крепости размером 60 на 30 метров, которая окружена пятиугольной стеной размером 270 на 95 метров. Пайлет описывал форму внешней стены как треугольник, два параллельных угла которого были скошены и заменены короткими куртинами. Вдоль внешних стен крепости находилось несколько бастионов. Четыре самых больших из них располагались на западной и юго-восточной сторонах. Самый большой имел размеры 17,2 на 15,2 метра, самый маленький был квадратом, каждая из сторон которого составляла 12,4 метра. Эти бастионы поддерживала тяжёлая оборонительная артиллерия, которой не было на стенах Пальмиры и Шумаймиса, располагавшихся на изолированных холмах, поэтому стены последних были ниже, чем у эр-Рахбы и не имели плато на уровне с собой. Самый маленький бастион эр-Рахбы находился на северной, менее уязвимой стене и имел размеры 5,2 на 4,4 метра. Вокруг искусственной насыпи, на которой стоит крепость, находится ров глубиной 22 метра и шириной 80 метров, что значительно глубже, чем в пустынных крепостях Пальмиры и Шумаймиса эпохи Айюбидов. В самом нижнем этаже крепости находится большой резервуар.
Внешние стены и стены вокруг крепости были снабжены мерлонами и парапетами, причём парапеты внутренней крепости располагались на 6,5 метров выше, чем их аналоги вдоль внешней стены. Это было сделано для создания вторичной оборонительной линии, которая позволяла защитникам выпускать стрелы в нападавших, прорвавших внешние стены. Основное здание связывали с внешними укреплениями коридоры и палаты.